# Lista de cachaças do Brasil
Esta é uma lista de cachaças do Brasil, contendo seus produtores, nomes, teor alcoólico, características de envelhecimento (quando aplicável), além das de cidades e estados de origem.
São produzidos anualmente no Brasil 1,5 bilhão de litros de cachaça, destes 1,05 bilhão são de aguardente industrial, produzida em destilarias, e 450 milhões de cachaça artesanal, feita em pequenos alambiques. O setor reúne cerca de 30 mil produtores, que disponibilizam no mercado 5 mil marcas.
São Paulo é o líder na produção, com 44%, seguido de Pernambuco e Ceará, com 12% cada um. Esses estados concentram alguns dos maiores fabricantes de cachaça industrial, no caso a Pirassununga (Cachaça 51), Velho Barreiro, Pitú, Ypióca e Colonial (CE). Minas Gerais, Rio de Janeiro, Goiás e Espírito Santo, cada um com 8% do mercado, completam a lista dos principais fabricantes. Analisando apenas os números da cachaça artesanal, Minas é o principal centro produtor. O Estado tem 8.466 alambiques que produzem 230 milhões de litros por ano.

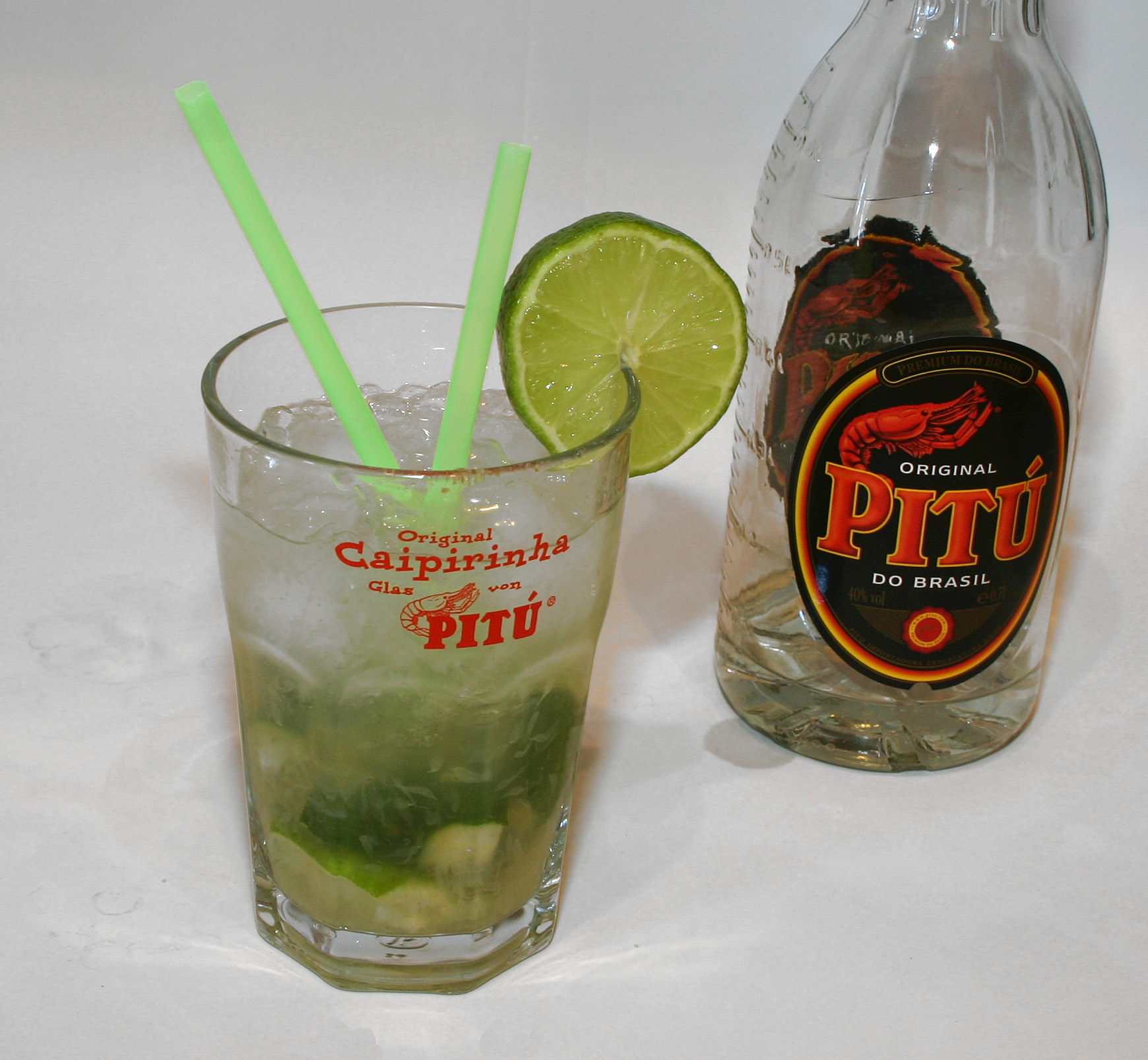
Caipirinha de Pitú

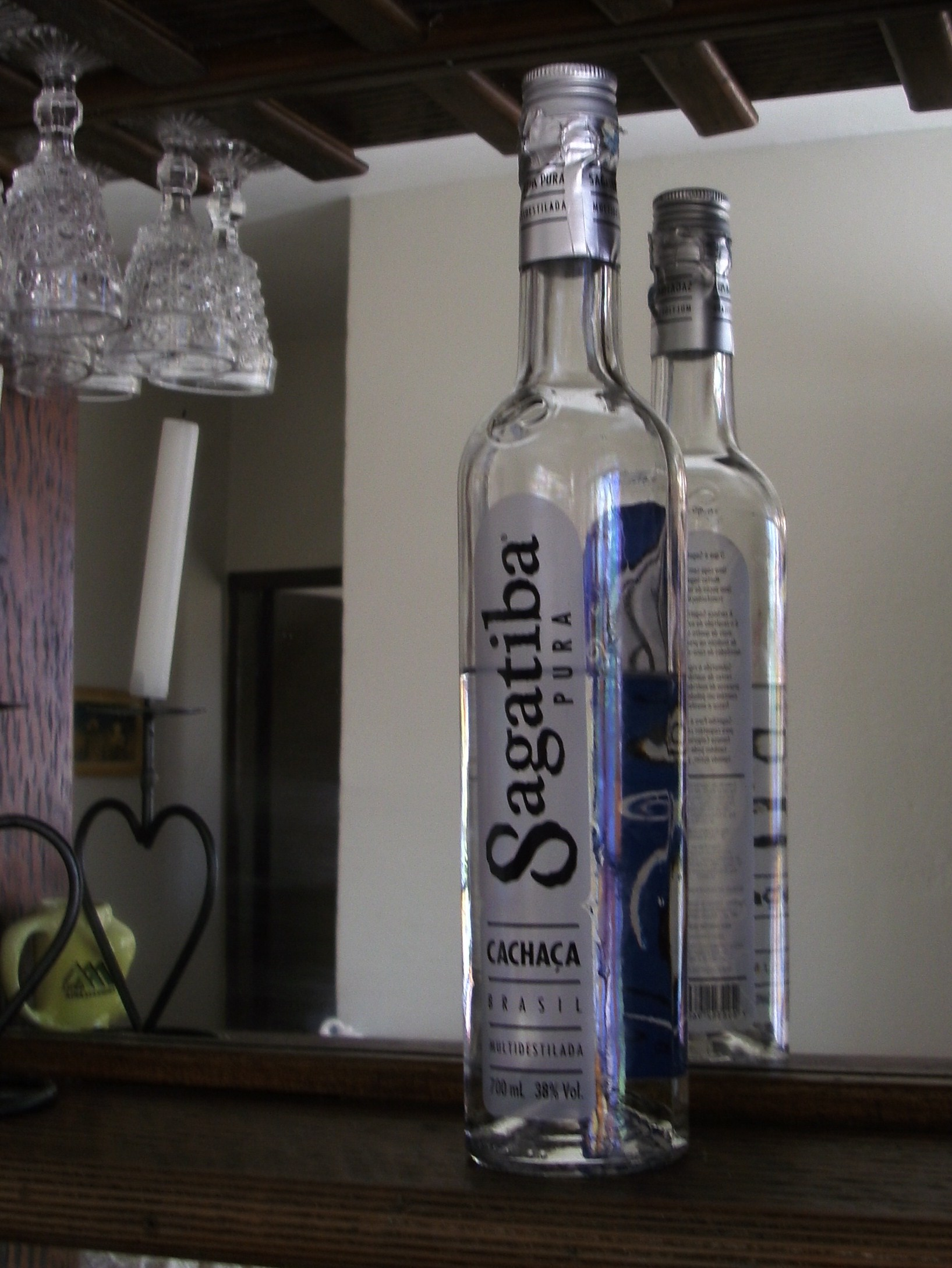
Uma garrafa da marca Sagatiba

## Cachaças industriais produzidas e embaladas no Brasil
Cachaças industriais são aquelas produzidas em destiladores de coluna em processo contínuo.
| Produtor                              | Marca          | Características | Características | Fábrica(s)                         |  |
|                                       |                | | Teor alcoólico  |                                    |  |
| Companhia Müller de Bebidas           | Caninha 51     | | 39,0%           | Pirassununga, São Paulo            |  |
| Ind. Reunidas Tatuzinho Três Fazendas | Velho Barreiro | | 39,0%           | Rio Claro, São Paulo               |  |
| Pitú                                  | Pitú           | | 40,0%           | Vitória de Santo Antão, Pernambuco |  |
| Sagatiba                              | Sagatiba Pura  | | 38,0%           | Patrocínio Paulista, São Paulo     |  |
| Sagatiba                              | Sagatiba Velha | |                 |                                    |  |
| Ypióca                                | Ypióca Ouro    | Envelhecida em madeira                                                                                                 | 39,0%           | Maranguape, Ceará                  |  |
| Ypióca                                | Ypióca Prata   | Envelhecida em madeira                                                                                                 | 39,0%           |                                    |  |
| Colonial                              | Colonial       | A versão Cristal é envelhecida em tonéis de freijó, a Clássica em tonéis de bálsamo equanto a Export não é envelhecida | 39,0%           | Aquiraz, Ceará                     |  |
| Colonial                              | Guaramiranga   | Envelhecida por 3 anos em tonéis de madeira Bblsamo na versão Ouro e em freijó naversão Prata                          | 39,0%           |                                    |  |

- Cachaça 61, São Paulo, 40%
- Cachaça Pinissilina, Minas Gerais, 46%
- Caninha da Roça, São Paulo, 39.0%
- Chapéu de Palha, São Paulo, 39.0%
- Cachaça Três Muínho, Minas Gerais, 42.0%

## Cachaças artesanais

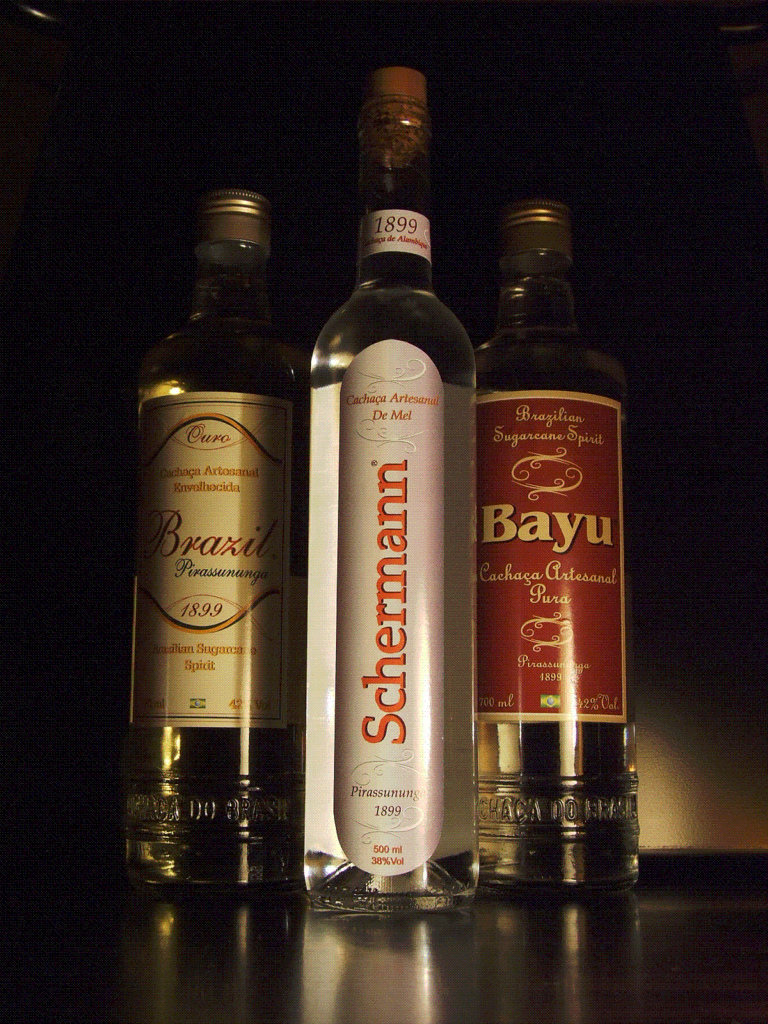
Garrafas de cachaça das marcas Brazil, Schermann e Bayu.

Cachaças artesanais são aquelas produzidas em alambiques. Embora sejam consideradas artesanais, existem sistemas mecanizados e automatizados de operação.
| Produtor             | Marca                        | Características | Características | Fábrica(s)                        |    |
|                      |                              | Tipo | Teor alcoólico  |                                   |    |
|                      | Cachaça Bandeira Branca      | São estocadas em barris de frejot. Possui também uma linha envelhecida em barril de carvalho.                                         | 42,0%           | Mamanguape, Paraíba               |    |
| Cachaça Mazzaropi    | Cachaça Clara                | São envelhecidas no mínimo 18 meses em barris de carvalho europeu (franceses) com tosta mais intensa. Gosto mais intenso e amendoado. | 40,0%           | São Luiz do Paraitinga, São Paulo |    |
| Cachaça Mazzaropi    | Cachaça Escura               | São envelhecidas no mínimo 18 meses em barris de carvalho americano com tosta mais leve. Gosto mais suave e mais perfumada.           | 40,0%           | São Luiz do Paraitinga, São Paulo |    |
|                      | Havana - Anísio Santiago     | Envelhecida por cerca de oito anos em bálsamo                                                                                         | 44,8 %          | Salinas, Minas Gerais             | ND |
|                      | Serra Morena                 | Envelhecida em carvalho e jequitibá-rosa                                                                                              | 42,0%           | Belo Vale, Minas Gerais           |    |
| Cachaça Schermann    | Brazil                       | | 42,0%           | Pirassununga, São Paulo           |    |
| Cachaça Schermann    | Schermann                    | | 38,0%           | "                                 |    |
| Cachaça Schermann    | Bayu                         | | 42,0%           | "                                 |    |
| Fazenda Santa Esília | Cachaça Gabriela             | A versão Ouro é envelhecida em imburana (Amburana), enaquanto a versão Prata é envelhecida em jequitibá-rosa                          | 38,0%           | Ribeirão Preto, São Paulo         |    |
| Fazenda Sapucaia     | Cachaça Sapucaia Velha       | Na versão Reserva é envelhecida por 10 anos em tonéis de carvalho, na versão Tradicional, por cinco anos                              | 40,5%           | Pindamonhangaba, São Paulo        |    |
| Fazenda Sapucaia     | Cachaça Sapucaia Florida     | Na versão Ouro é envelhecida por 2 anos em tonéis de carvalho, na versão Cristal, por 2 anos em barris de Amendoim                    | 40,5%           | "                                 |    |
| Fazenda Sapucaia     | Cachaça Senzala Ouro         | Envelhecida por 2 anos em tonéis de carvalho                                                                                          | 40,5%           | "                                 |    |
| Fazenda Sapucaia     | Cachaça Quizumba             | Envelhecida por 1 ano em tonéis de amendoim                                                                                           | 40,0%           | "                                 |    |
| Fazenda Sapucaia     | Cachaça Sapucaia Real        | Envelhecida por 18 anos em tonéis de carvalho                                                                                         | 40,0%           | "                                 |    |
| Fazenda Boa Luz      | Cachaça Boa Luz              | Cachaça de alto padrão,envelhecida e armazenada em barris de Carvalho.Ótima para brindes e coqueteis                                  | 41%             | Laranjeiras, Sergipe              |    |
| Fazenda Boa Luz      | Cachaça Xingó Prata          | Armazenada em barris de madeira neutra é ótima para brindes e coqueteis                                                               | 39%             | Laranjeiras, Sergipe              |    |
| Fazenda Boa Luz      | Cachaça Xingó Ouro Ouro      | Composta por cachaças armazenadas em castanheira e carvalho.Ótima para brindes e coqueteis                                            | 39%             | Laranjeiras, Sergipe              |    |
| Grupo Germana        | Germana                      | Envelhecida por dois anos em carvalho                                                                                                 | 40,0 %          | Nova União, Minas Gerais          |    |
| Sítio Dois Coqueiros | Taperinha Da Branca          | Sem envelhecimento | 40,0 %          | Fernão, São Paulo                 |    |
| Sítio Dois Coqueiros | Taperinha Original           | Envelhecida por dois anos em castanheira                                                                                              | 40,0 %          | "                                 |    |
| Sítio Dois Coqueiros | Taperinha no Carvalho        | Envelhecida por cinco anos em carvalho                                                                                                | 40,0 %          | "                                 |    |
| Taverna de Minas     | Taverna de Minas - Jequitiba | Envelhecida 01 ano em tonel de Jequitibá                                                                                              | 39%             | Itaverava, Minas Gerais           |    |
| Taverna de Minas     | Taverna de Minas - Amburana  | Envelhecida 01 ano em tonel de Amburana                                                                                               | 39%             | Itaverava, Minas Gerais           |    |
| Taverna de Minas     | Taverna de Minas - Carvalho  | Envelhecida 01 ano em tonel de Carvalho Importado da Europa                                                                           | 39%             | Itaverava, Minas Gerais           |    |